# Chirnogi
Chirnogi is een gemeente in het Roemeense district Călărași en ligt in de regio Muntenië in het zuidoosten van Roemenië. De gemeente telt 8131 inwoners (2002).

## Geografie
Chirnogi ligt in het uiterste zuidwesten van Călărași. De oppervlakte van de gemeente bedraagt 167 km².

## Demografie
In 2002 had de gemeente 8131 inwoners. Volgens berekeningen van World Gazetteer telt Chirnogi in 2007 ongeveer 7946 inwoners. De beroepsbevolking is 2824. Er bevinden zich 2500 huizen in de gemeente.

## Politiek
De burgemeester van Chirnogi is Constantin Stănilă. Zijn viceburgemeester is Nicolae Stanimie, secretaris is Violeta Petcu.

## Onderwijs
Er zijn vier kinderdagverblijven en drie scholen in de gemeente.

## Toerisme
Toeristische attracties in de gemeente zijn de Cișmeaua Mare (vondsten van de Gumelnițacultuur), het strand aan de Donau, het bos Tufele Grecului, Biserica Sf. Nicolae (Sint Nicolaaskerk) en Biserica Stupinele (Stupinelekerk).
Alexandru Odobescu · Belciugatele · Borcea · Căscioarele · Chirnogi · Chiselet · Ciocănești · Curcani · Cuza Vodă · Dichiseni · Dor Mărunt · Dorobanțu · Dragalina · Dragoș Vodă · Frăsinet · Frumușani · Fundeni · Grădiştea · Gurbănești · Ileana · Independenţa · Jegălia · Lehliu · Luica · Lupșanu · Mânăstirea · Mitreni · Modelu · Nana · Nicolae Bălcescu · Perișoru · Plătărești · Radovanu · Roseți · Sărulești · Sohatu · Șoldanu · Spanțov · Ștefan cel Mare · Ștefan Vodă · Tămădău Mare · Ulmeni · Ulmu · Unirea · Vâlcelele · Valea Argovei · Vasilați · Vlad Țepeș